# Kolouei O'Brien
Kolouei O'Brien (geboren 1939) is Tokelaus politicus en is voor Fakaofo lid van het parlement. Hij is driemaal faipule van Fakaofo en premier van Tokelau geweest. Lokaal is hij momenteel lid van de Taupulega (Raad der Ouderen). O'Brien heeft een masterdiploma navigatie en zeilen en is getrouwd met Limalei Ane Filipo.
O'Brien was voor het laatst faipule van Fakaofo tot 2008, toen hij werd opgevolgd door Foua Toloa.